# Gibraltar Anthem
Gibraltar Anthem este imnul național din Gibraltar.